# Agularcturus granulatus
Agularcturus granulatus là một loài chân đều trong họ Arcturidae. Loài này được Kensley miêu tả khoa học năm 1984.